# Apamea suffusca
Apamea suffusca är en fjärilsart som beskrevs av Morrison 1875. Apamea suffusca ingår i släktet Apamea och familjen nattflyn. Inga underarter finns listade i Catalogue of Life.